# Gravemind
De Gravemind, ook wel bekend als "Inferi Sententia", wat "dode gedachten" betekent, is een personage in het Halo-universum. Deze komt voor in Halo 2, Halo 3 en Halo Legends. De Gravemind is de gezamenlijke intelligentie van de Flood.
De Flood, ook wel bekend als "Inferi redivivus" wat betekent: "de doden gereëncarneerd", is een extra-galactische parasitaire levensvorm. Flood infectie-vormen hechten zich vast aan een levensvorm, fuseren met het zenuwstelsel, doden het en muteren het. De enige bekende manier om de Flood te stoppen is om deze uit te hongeren.